# Белицкая, Евгения Яковлевна
Евгения Яковлевна Белицкая (1 октября 1906 года, Малая Девица — 23 августа 1983 года, Ленинград) — доктор медицинских наук, профессор, заведующая кафедрой социальной гигиены и организации здравоохранения Львовского национального медицинского университета имени Данила Галицкого (1940—1941), зав. кафедрой социальной гигиены Ленинградского санитарно-гигиенического медицинского института (1961—1971).

## Биография
Евгения Яковлевна Белицкая родилась 1 октября 1906 года в с. Малая Девица Полтавской губернии (ныне Черниговской области Украины). Училась на медицинском факультете Киевского медицинского института (ныне Национальный медицинский университет имени А. А. Богомольца). Окончила институт в 1929 году.
В 1929—1931 года работала заведующей детской консультацией в городах Смела и Фастов; ассистент (1931—1932). С 1934 по 1938 год работала заведующей отделом социальной гигиены Киевского института охраны материнства и детства (Охматдет), по совместительству работала ассистентом кафедры Киевского медицинского института (1931—1934), Киевского стоматологического института (1934—1937); инспектор Управления науки Наркомздрава УССР (1935—1936); заведующая кафедрой социальной гигиены Донецкого медицинского института (1938—1940), Львовского медицинского института (1940—1941), Ставропольского медицинского института (1941—1942); была начальником госпиталя (1942—1943); старший преподаватель (1943—1951), профессор (1951—1961) Ленинградской военно-медицинской академии (ныне Военно-медицинская академия имени С. М. Кирова); заведующая кафедрой социальной гигиены Ленинградского санитарно-гигиенического медицинского института (1961—1971); профессор-консультант Ленинградского бюро медицинской статистики (1971—1983).
Похоронена на Богословском кладбище Санкт-Петербурга.

## Научная деятельность
Ученые степени и звания: кандидат медицинских наук (1936); доцент (1938); доктор медицинских наук (1948); профессор (1951).
Евгения Яковлевна Белицкая является автором около 250 научных, научно-популярных и учебно-методических работ, включая 20 монографий и учебных пособий. Под её научным руководством было подготовлено и защищено 12 кандидатских и одна докторская диссертация.
Область научных интересов: история медицины, организация работы системы охраны материнства и детства, включая, в сельской местности; санитарная статистика военного и мирного времени; диспансерная и госпитальная статистика; структура заболеваемости и внебольничной смертности.

### Труды
- Функциональная диагностика и принципы классификации почечных заболеваний. Киев, 1929.
- Планирование Охматдета в районе. Охматдет ОВГЗ, 1932, № 2.
- Бюджет времени и домашний быт колхозницы. ПроФин медного, 1933, № 1.
- 15 лет охраны материнства и детства в Украине (монография) // Медвидав, Киев, 1936.
- Качественные показатели работы детской консультации и методика их учёта. Охр Матер Реб, 1939, № 1.
- Причины смерти умерших от боевых поражений в госпиталях в период Великой Отечественной войны 1941-45 гг. (докт. дис.). — Ленинград, 1948.
- Проблемы социальной гигиены (монография)// Медицина, Ленинград, 1970.
- П. И. Куркин (жизнь и деятельность) 1858—1934 [Текст] / Е. Я. Белицкая. — Ленинград : Медгиз. [Ленингр. отд-ние], 1963. −180 с. : ил. + 2 л. илл. — (Выдающиеся деятели отечественной медицины). — Указ.: с.169-178.